# 1973
1973（千九百七十三、一九七三、せんきゅうひゃくななじゅうさん）は、自然数また整数において、1972の次で1974の前の数である。

## 性質
- 1973は298番目の素数である。1つ前は1951、次は1979。
  - 約数の和は1974。
- 60番目のソフィー・ジェルマン素数である。1つ前は1931、次は2003。
- 各位の和が20になる79番目の数である。1つ前は1964、次は1982。

## その他 1973 に関連すること
- 西暦1973年
- 1973 - ジェームス・ブラントの楽曲。アルバム『オール・ザ・ロスト・ソウルズ』に収録。